# Musicology Band
Musicology Band – orkiestra skupiająca wokół siebie muzyków jazzowych i klasycznych pod kierownictwem Macieja Pawłowskiego. Grają w niej między innymi: Robert Majewski, Mariusz „Fazi” Mielczarek, Marcin „Muraś” Murawski, Wiesław Wysocki, Marcin Dębek, Wojciech Hartman, Piotr Pietrzak. Śpiewają między innymi: Malwina Kusior, Krzysztof Pietrzak, Adam Krylik, Jacek Kotlarski.

## Dyskografia
- Miłość i gniew (2004)